# Werner Heisenberg
Werner Karl Heisenberg (Würzburg, 5 de dezembro de 1901 — Munique, 1 de fevereiro de 1976) foi um físico teórico alemão que recebeu o Nobel de Física de 1932, "pela criação da mecânica quântica, cujas aplicações levaram à descoberta, entre outras, das formas alotrópicas do hidrogênio".
Juntamente com Max Born e Pascual Jordan, Heisenberg estabeleceu as bases da formulação matricial da mecânica quântica em 1925. Em 1927, publicou o artigo Über den anschaulichen Inhalt der quantentheoretischen Kinematik und Mechanik, em que apresenta o Princípio da incerteza. Também fez importantes contribuições teóricas nos campos da hidrodinâmica de escoamentos turbulentos, no estudo do núcleo atômico, do ferromagnetismo, dos raios cósmicos e das partículas subatômicas. Teve ainda uma contribuição fundamental no planejamento do primeiro reator nuclear alemão em Karlsruhe e de um reator de pesquisa em Munique, em 1957.

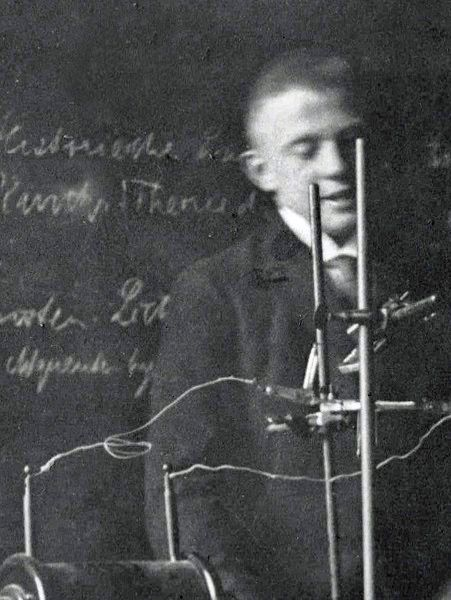
Heisenberg na apresentação de sua habilitação em 1924, fotografado por Friedrich Hund.

Após a guerra, foi nomeado diretor do Instituto Kaiser Wilhelm de Física, que mais tarde passou a ser denominado Instituto Max Planck de Física. Ele dirigiu o instituto até sua transferência para Munique em 1958, quando foi ampliado e renomeado Instituto Max Planck de Física e Astrofísica. Heisenberg foi ainda presidente do Conselho de Pesquisa Alemão, presidente da Comissão de Física Atômica, presidente do Grupo de Física Nuclear de Trabalho, e presidente da Fundação Alexander von Humboldt.

## Anos iniciais
Werner Karl Heisenberg nasceu em Würzburg, Alemanha, filho de Annie Wecklein e Karspar Ernst August Heisenberg, um professor secundarista de línguas clássicas que se tornou o único ordentlicher Professor (professor ordinário) de estudos medievais e grego moderno no sistema universitário da Alemanha.

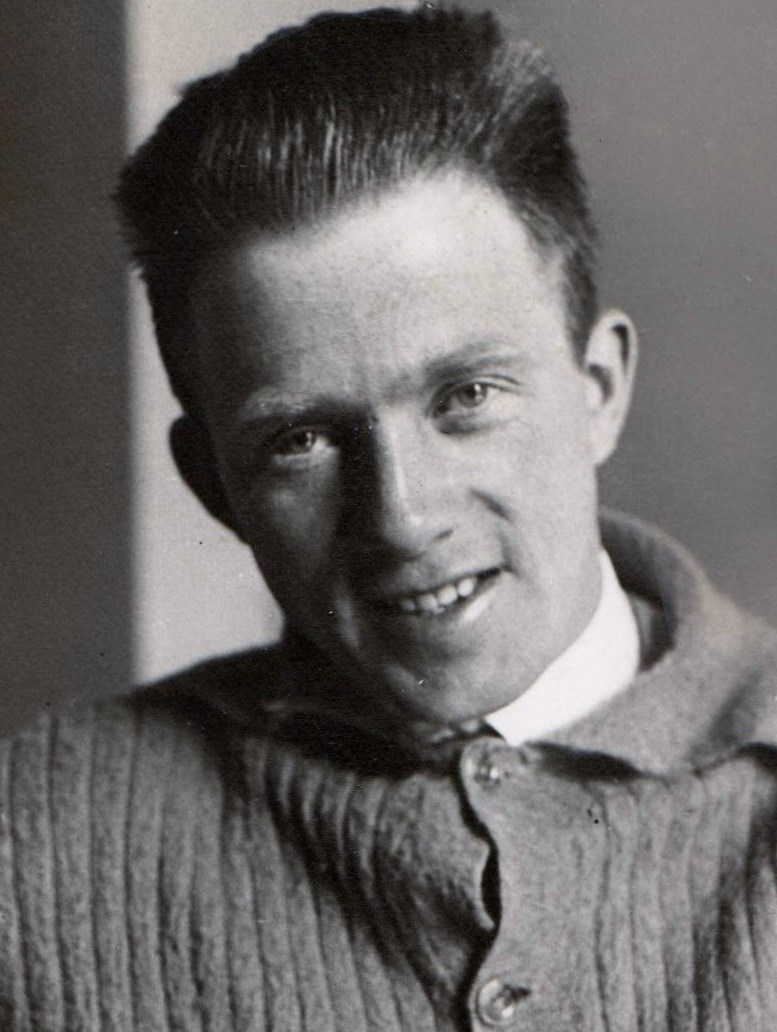
Heisenberg em 1926.

Heisenberg foi criado e viveu como um cristão luterano. Sua autobiografia começa com o jovem Heisenberg no final da adolescência, lendo o Timeu de Platão durante uma caminhada nos Alpes da Baviera. Heisenberg recontou as conversas filosóficas com seus colegas estudantes e professores sobre a compreensão do átomo enquanto recebia seu treinamento científico em Munique, Göttingen e Copenhague. Heisenberg afirmaria mais tarde que "Minha mente foi formada estudando filosofia, Platão e esse tipo de coisa". e que "a física moderna definitivamente decidiu a favor de Platão. Na verdade, as menores unidades de matéria não são objetos físicos no sentido comum; são formas, ideias que podem ser expressas de forma inequívoca apenas em linguagem matemática".

## Carreira científica
Em 1924 Heisenberg tornou-se assistente de Max Born no centro universitário de Göttingen, transferiu-se para Copenhague, onde trabalhou com Niels Bohr. No ano seguinte desenvolveu a mecânica matricial, o que constituiu o primeiro desenvolvimento da mecânica quântica. Em 1927 passou a ensinar física na Universidade de Leipzig, onde enunciou o Princípio da incerteza, segundo o qual é impossível medir simultaneamente e com precisão absoluta a posição e o momento linear de uma partícula, isto é, a determinação conjunta do momento e posição de uma partícula, necessariamente, contém erros não menores que a constante de Planck. Esses erros são desprezíveis em âmbito macroscópico, porém se tornam importantes para o estudo de partículas atômicas; as duas grandezas podem ser determinadas exatamente de forma separada, quanto mais exata for uma delas, mais incerta se torna a outra.
Em 1932, recebeu o Nobel de Física pela "criação da mecânica quântica, cuja aplicação possibilitou, entre outras, a descoberta das formas alotrópicas do hidrogênio". De 1942 a 1945, dirigiu o Instituto Max Planck, Berlim. Durante a Segunda Guerra Mundial trabalhou com Otto Hahn, um dos descobridores da fissão nuclear, no projeto de um reator nuclear (ver: Projeto de energia nuclear alemão). Sendo o líder do programa de construção de bomba atômica dos alemães, o que motivou inclusive Niels Bohr a pôr fim na amizade entre eles. Heisenberg organizou e dirigiu o Instituto de Física e Astrofísica de Göttingen. Em 1958, o Instituto de Física e Astrofísica foi mudado para Munique, onde o cientista se concentrou na pesquisa sobre a teoria das partículas elementares, fez descobertas sobre a estrutura do núcleo atômico, da hidrodinâmica das turbulências, dos raios cósmicos e do ferromagnetismo.
Heisenberg participou das conferências de Solvay de 1927 (Elétrons e fótons), 1930 (Magnetismo) e 1933 (Estrutura e propriedades dos núcleos atômicos).

## Segunda Guerra Mundial
Apesar de controvérsias sobre seu trabalho em pesquisa nuclear durante a Segunda Guerra Mundial, Heisenberg não era favorável ao regime nazista, tampouco à construção de bombas atômicas. Como explica em seu livro "A Parte e o Todo" (Editora Contraponto, 2007), temia, em 1933, pelos rumos que a Alemanha poderia tomar com a ascensão de Hitler ao poder. Após a expulsão de vários de seus colegas judeus que eram professores na Universidade de Leipzig, viajou a Berlim para conversar com seu amigo, Max Planck, de quem recebeu orientações. Heisenberg pretendia, como havia combinado com outros de seus colegas alemães em Leipzig, realizar um processo de demissão coletiva dos professores nas universidades, como forma de protesto ao antissemitismo de Hitler. No entanto, Planck o advertiu de que isso não seria entendido pelas massas, que apoiavam Hitler naquele momento, e que o único efeito seria taxá-los de antipatrióticos e arruinar suas carreiras. Planck, então, falou sobre a ideia que tinha para si. Ele pretendia permanecer na Alemanha, por alguns motivos. O primeiro deles era: físicos de renome, como ele, teriam muita oportunidade em qualquer lugar do mundo. Sendo assim, seria melhor deixar para físicos não tão conhecidos as vagas de trabalho no exterior, tão procuradas. Outra razão era que Planck queria retardar o desenvolvimento da bomba atômica e acreditava que isso seria mais fácil se permanecesse na Alemanha. Por fim, reunir novos jovens que também tivessem interesse na física atômica, para que, após o "caos" (como se referia ao regime nazista), houvesse, na Alemanha, bons físicos, que pudessem continuar fazendo pesquisa neste ramo. Heisenberg, então, voltou para Leipzig convencido de que deveria ficar em seu país, pelos mesmos motivos de Planck.

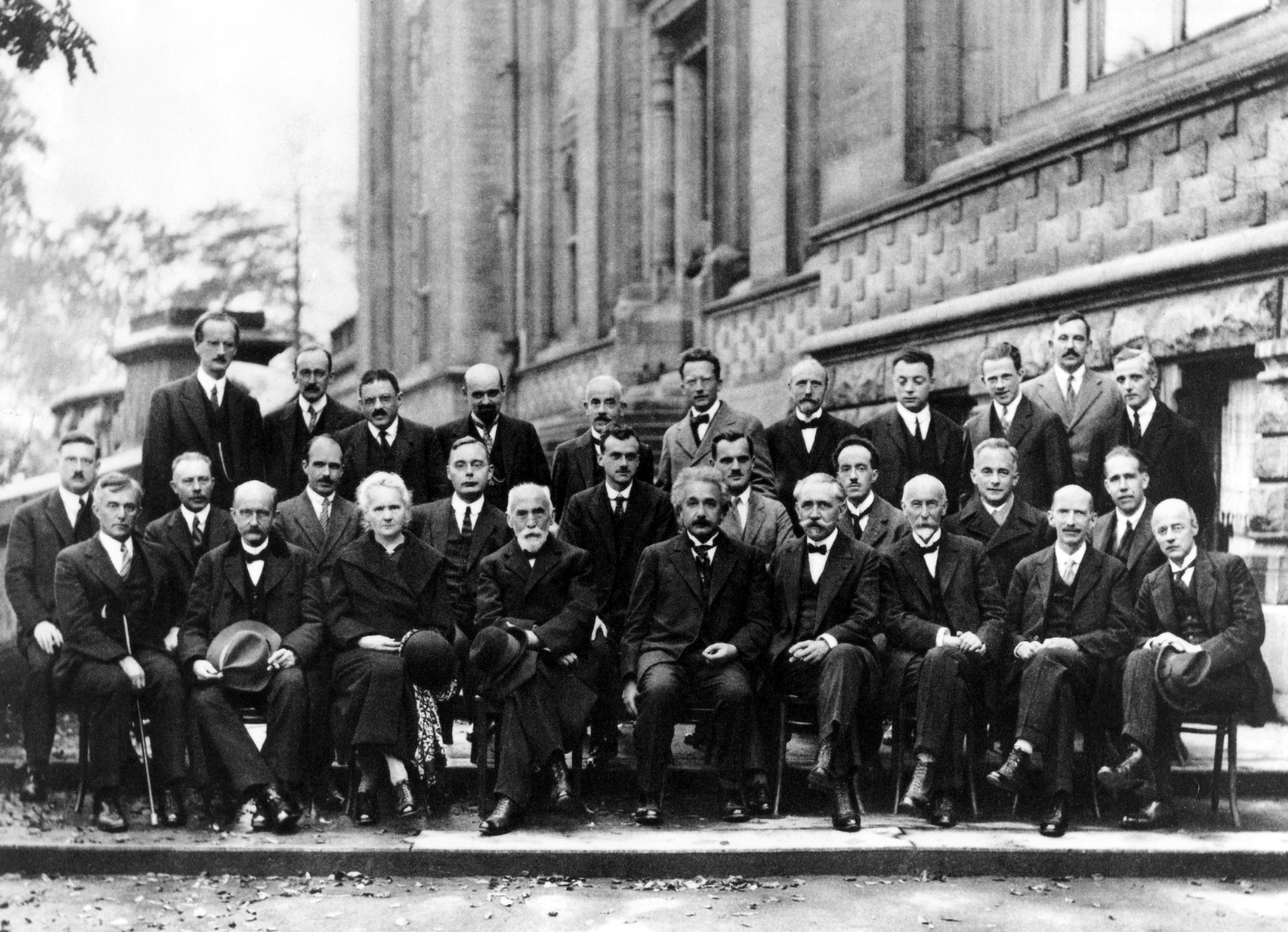
Conferência de Solvay de 1927. Na fila superior, Heisenberg é o terceiro a partir da direita.

Após o início da guerra, veio o interesse de Hitler pela bomba atômica. No entanto, Heisenberg e outros físicos que também haviam permanecido na Alemanha e foram convocados pelo governo mostraram aos militares que não seria viável, por falta de tempo e de recursos, construir uma bomba atômica em tempo suficiente para que pudesse ser usada na guerra, convencendo os alemães a desistirem dessa ideia, mas continuando a investir em física atômica. 
Otto Hahn, descobridor da fissão do urânio, ficou abalado quando soube que, em 6 de agosto de 1945, os Estados Unidos lançaram a "Little Boy" em Hiroshima. Como diz em seu livro, Heisenberg inicialmente relutou em acreditar na possibilidade da construção de uma bomba atômica em tão pouco tempo, mas em uma conversa grampeada pelos britânicos, no Farm Hall, revelou que como alemão ficou muito feliz por terem construído um motor de urânio "e não uma bomba". Segundo opinião de Giacomo Grasso, Heisenberg tentou "evitar ou pelo menos atrasar o máximo possível que os nazistas tivessem o poder atômico. Toda a comunidade científica da época estava surpresa pelo atraso mostrado pelos alemães em ter um programa nuclear".

## Vida pessoal
Heisenberg gostava de música clássica e era um pianista talentoso. Seu interesse pela música o levou a conhecer sua futura esposa. Em janeiro de 1937, Heisenberg conheceu Elisabeth Schumacher (1914–1998) em um recital privado de música. Elisabeth era filha de um conhecido professor de economia de Berlim, e seu irmão era o economista E. F. Schumacher. Heisenberg casou-se com ela em 29 de abril. Os gêmeos fraternos Maria e Wolfgang nasceram em janeiro de 1938, quando Wolfgang Pauli parabenizou Heisenberg por sua "criação de pares"—um jogo de palavras sobre um processo da física de partículas elementares, produção de pares. Eles tiveram mais cinco filhos nos 12 anos seguintes: Barbara, Christine, Jochen, Martin e Verena.

## Filosofia e visão de mundo
Heisenberg apreciava diálogos da filosofia grega com a física quântica, a qual, em sua opinião, favorecia o platonismo ao invés do materialismo atomista de Demócrito. Ele fundamentou a explicação de sua versão da interpretação de Copenhague nos conceitos de potência e ato, de Aristóteles:
"A transição do 'possível' para o 'atual' ocorre durante o ato da observação. Se quisermos descrever o que acontece no evento atômico, temos que perceber que a palavra 'acontece' pode se aplicar apenas à observação, não ao estado de coisas entre duas observações. Aplica-se ao ato físico de observação, e podemos dizer que a transição do "possível" para o "atual" ocorre assim que a interação do objeto com o dispositivo de mensuração, e, portanto, com o resto do mundo, entrou em jogo; não está conectado com o ato de registro do resultado pela mente do observador."
Heisenberg admirava também a filosofia oriental e viu paralelos entre ela e a mecânica quântica, descrevendo-se como "totalmente de acordo" com o livro O Tao da Física. Heisenberg chegou a afirmar que, após conversas com Rabindranath Tagore sobre a filosofia indiana, "algumas das ideias que pareciam tão malucas de repente fizeram muito mais sentido".
Um cristão devoto, Heisenberg escreveu: "Podemos nos consolar que o bom Senhor Deus saberia a posição das partículas [subatômicas], portanto, Ele deixaria o princípio de causalidade continuar a ter validade", em sua última carta para Albert Einstein. Einstein continuou a sustentar que a física quântica deve ser incompleta porque implica que o universo é indeterminado em um nível fundamental.
Quando Heisenberg aceitou o Prêmio Romano Guardini em 1974, ele fez um discurso, que mais tarde publicou sob o título Scientific and Religious Truth. Nele meditou:
"Na história da ciência, desde o famoso julgamento de Galileu, tem sido repetidamente afirmado que a verdade científica não pode ser reconciliada com a interpretação religiosa do mundo. Embora agora esteja convencido de que a verdade científica é inexpugnável em seu próprio campo, nunca achei possível descartar o conteúdo do pensamento religioso simplesmente como parte de uma fase obsoleta na consciência da humanidade, uma parte da qual teremos que renunciar agora. Assim, ao longo de minha vida, fui repetidamente compelido a refletir sobre a relação dessas duas regiões do pensamento, pois nunca fui capaz de duvidar da realidade daquilo para o qual elas apontam."

— Heisenberg 1974, 213

## Honras e prêmios
Heisenberg recebeu uma série de homenagens:
- Doutorados honorários da Universidade de Bruxelas, da Universidade Tecnológica de Karlsruhe e da Universidade Eötvös Loránd.
- Ordem do Mérito da Baviera
- Prêmio Romano Guardini[27]
- Grã-Cruz pelo Serviço Federal com Estrela
- Cavaleiro da Ordem do Mérito (Classe Civil)
- Eleito membro estrangeiro da Royal Society (ForMemRS) em 1955[28]
- Membro das Academias de Ciências de Göttingen, Baviera, Saxônia, Prússia, Suécia, Romênia, Noruega, Espanha, Holanda (1939),[29] Roma (Pontifícia), a Deutsche Akademie der Naturforscher Leopoldina (Halle), a Accademia dei Lincei (Roma) e a Academia Americana de Ciências.
- 1932 – Prêmio Nobel de Física.[30]
- 1933 – Medalha Max Planck da Deutsche Physikalische Gesellschaft

## Publicações
Publicou vários ensaios e livros, destacando-se:
- Die physikalischen Prinzipien der Quantentheorie, 1930 (Os princípios físicos da teoria quântica)
- Die Physik der Atomkerne, 1943 (A física dos núcleos atômicos)
- Physik und Philosophie, 1959 (Física e filosofia).
- Der Teil und das Ganze, 1969 (A parte e o todo)[31]

## Na cultura popular
O sobrenome de Heisenberg é usado como o principal pseudônimo de Walter White (interpretado por Bryan Cranston), o protagonista da série dramática criminal Breaking Bad, da AMC, ao longo da transformação de White de professor de química do ensino médio para fabricante de metanfetamina e chefão do tráfico de drogas. Na série derivada e prelúdio Better Call Saul, um personagem alemão chamado Werner dirige a construção do laboratório de metanfetamina pertencente ao antagonista Gus Fring, onde Walt cozinha durante grande parte de Breaking Bad.  
Heisenberg foi o alvo de uma tentativa de assassinato pelo espião Moe Berg no filme The Catcher Was a Spy, baseado em eventos reais. Heisenberg também é creditado como o criador da bomba atômica utilizada pelo Eixo na adaptação para a Amazon da série de TV The Man in the High Castle, baseada no romance de Philip K. Dick. Nesse universo, as bombas atômicas são chamadas de Dispositivos Heisenberg.  
Daniel Craig interpretou Heisenberg no filme de 2002 Copenhagen, uma adaptação da peça Copenhagen de Michael Frayn. Matthias Schweighöfer interpretou Heisenberg no filme biográfico de 2023 Oppenheimer.  
Heisenberg é o homônimo do antagonista secundário Karl Heisenberg em Resident Evil Village. A pesquisa de Heisenberg sobre ferromagnetismo serviu de inspiração para as habilidades magnéticas do personagem.  
Na série de televisão Star Trek: The Next Generation, o "compensador de Heisenberg" é um componente essencial da tecnologia de transportadores, garantindo a integridade da matéria transportada. O compensador neutraliza os efeitos das características aplicadas identificadas pelo princípio da incerteza de Heisenberg. Para isolar com precisão a matéria antes de sua entrada no buffer do transportador, todas as partículas devem ser localizadas, sua velocidade observada e rastreada; os compensadores tornam isso possível.